# Grinkiškis
Grinkiškis (ryska: Гринкишкис) är en ort i Litauen. Den ligger i den centrala delen av landet, 140 km nordväst om huvudstaden Vilnius. Grinkiškis ligger 99 meter över havet och antalet invånare är 900.
Terrängen runt Grinkiškis är mycket platt. Runt Grinkiškis är det ganska glesbefolkat, med 32 invånare per kvadratkilometer. Närmaste större samhälle är Krakės, 19,5 km söder om Grinkiškis. Omgivningarna runt Grinkiškis är en mosaik av jordbruksmark och naturlig växtlighet.